# Société Foley, Welch and Stewart

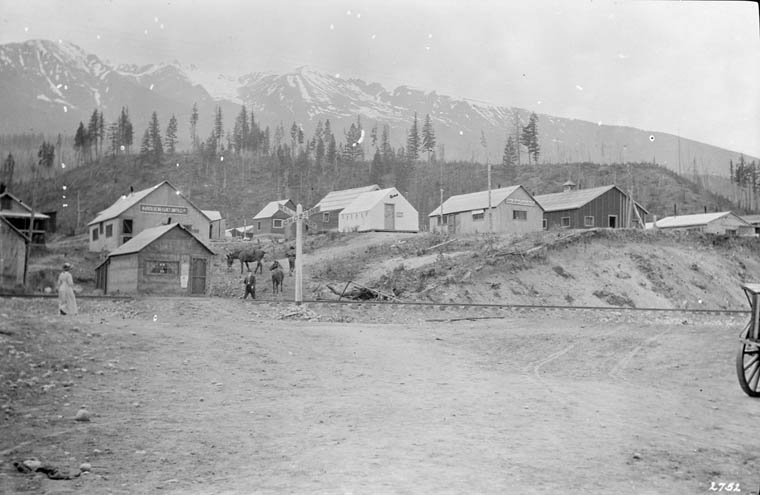
Foley Welch et Stewart en 1913

La société Foley, Welch et Stewart était une entreprise canado-américaine de sous-traitance ferroviaire existant au début du XXe siècle. 

## Historique
La société a été créée dans le cadre de la réorganisation d'une société précédente, la Foley Bros & Larson. À l'époque, il s'agissait de la plus grande entreprise de construction de chemins de fer en Amérique du Nord. Elle était détenue et exploitée par Patrick Welch et J.W. Stewart de Spokane (dans l'état de Washington) et par T. Foley de St. Paul (dans le Minnesota). 
L'entreprise a construit des centaines de kilomètres de voies pour la Great Northern, le Northern Pacific, le Canadien Pacifique , le Canadien du Nord, le Grand Trunk Pacific et le Pacific Great Eastern.  
La société a par la suite été impliquée dans l'industrie forestière et a été renommée Bloedel, Stewart et Welch. La société avait des activités importantes dans la région de Powell River en Colombie-Britannique. La société a ensuite fusionné avec la société HR MacMillan, prenant le nom de MacMillan Bloedel Limited. MacMillan Bloedel est devenue la plus grande entreprise forestière du Canada jusqu'à son acquisition par Weyerhaeuser . 

## Commémoration
Les noms de ce partenariat est commémorés au sommet du chaînon de Cheam, près de Chillwack: les pics Foley, Welch et Stewart . 
À l'origine, les pics Stewart, Foley et Welch ont été dénommés ainsi par Arthur Williamson, de Vancouver, surintendant de la mine Lucky Four Copper, ouverte par Stewart et Welch en 1917. Les noms ont été officiellement adoptés le 30 mai 1946, en tant que « nom bien établi dans la communauté des alpinistes » (avis de mars 1944 de W.H. Matthews, Club alpin canadien, dossiers M.2.40 et C.1.50).

## Principaux projets
- En 1911, la société obtient un contrat pour la construction d'un segment de 410 milles du chemin de fer Grand Trunk Pacific, d'Aldermere (près de Telkwa, en Colombie-Britannique) à Bulkley Valley. Ce tronçon permettait de complèter la ligne[4].
- En 1913, la société de chemins de fer Canadian Pacifique lui octroya un contrat d'une valeur de 15 à 20 millions de dollars  pour la construction d'un tunnel à double voie de six milles traversant le col Rogers, dans les montagnes de Selkirk, en Colombie-Britannique. L'ouvrage d'art a ensuite été nommé à Connaught Tunnel. Le projet comprenait sept milles de voie aux deux extrémités du tunnel et le contrat devait être achevé en quatre années[2],[1],[5].
- La réalisation d'une section occidentale de la voie ferrée du Grand Trunk Pacific, vers Prince Rupert, en Colombie-Britannique, à un point situé à 160 km à l’est. Environ 2000 hommes ont été employés[1],[6].
- Le chemin de fer traversant Fraser Canyon dans les montagnes côtières de la Colombie-Britannique[1].
- En 1914, ils ont décroché un contrat pour construire une extension de 330  miles de la Pacific Great Eastern Railway de South Fort George en passant par la passe de la rivière Pine, jusqu'à la frontière albertaine. Le gouvernement de la Colombie-Britannique garantissait le paiement de 35 000 dollars par mile[7].
- Une embranchement d’environ 210 milles reliant Fort William, en Ontario, à Superior Junction et au Chemin de fer national transcontinental pour le chemin de fer Grand Trunk Pacific . Près de 2000 hommes ont été employés[8].
- Dédoublement des voies ferrées du Canadien Pacifique de Winnipeg (Manitoba) à Fort William (Ontario) . Environ 2000 hommes ont été employés[9].
- Un tronçon du chemin de fer national transcontinental  situé à  huit miles de la rivière Abitibi et continuant sur environ 150 milles à l'est de ce point[10].
- Une section du chemin de fer national transcontinental d'Edmonton (Alberta) à 129 milles à l'ouest de Wolfe Creek. Environ 650 hommes ont été employés pour ce projet[6].
- Un tronçon du chemin de fer national transcontinental allant d’ Edmonton (Alberta) à Wainwright (Alberta) . Environ 1100 hommes ont été employés pour ce projet[6].